# Йохан Готшалк Валлеріус
Йохан (Юхан) Готшалк Валлеріус (народився 11 липня 1709, Стора Меллеза, Нерке — 16 листопада 1785, Упсала) — шведський хімік, металург і мінералог.

## Життєпис
Юхан Готтшальк Валлеріус народився в центральній Швеції в 140 км на захід від Стокгольма (Стура-Мелоса в провінції Нерке) 11 липня 1709.
Після домашньої освіти та школи у 1725 році Валлеріус вступив до Упсальського університету. Він вивчав математику у професора Цельсія, а також фізику та медицину. У 1731 отримав диплом магістра. Він продовжив навчання в Лундському університеті, де отримав ступінь доктора медицини в 1735 .
Валлеріус став ад'юнкт-професором медицини в Упсальському університеті в 1741 і першим завідувачем нової кафедри хімії, медицини та фармації в 1750. 34 роки викладав хімію. У 1767 року вийшов пенсію за станом здоров'я.
На власній фермі зайнявся питаннями застосування хімії у сільському господарстві.
23 грудня 1776 року Валлеріус був обраний почесним членом Імператорської академії наук та мистецтв у Санкт-Петербурзі .
Юхан Готтшальк Валлеріус помер в Упсалі 16 листопада 1785 року.

## Праці
- Mineralogia, eller mineralriket indelt och beskrifvet, 1747
- Agriculturæ fundamenta chemica, 1761
- elementa metallurgiae speciatim chemicae , 1770
- Tankar om verldenes i synnerhet jordenes danande och ändring, 1776